# 层侵纪
层侵纪（Rhyacian，符号PP2）是地质时代中的一个纪，开始于同位素年龄2300±0百万年（Ma），结束于2050±0Ma。
层侵纪期间蓝藻、细菌繁盛。
此時期形成布希維爾德火成岩複合體（Bushveld Igneous Complex）及類似的入侵。

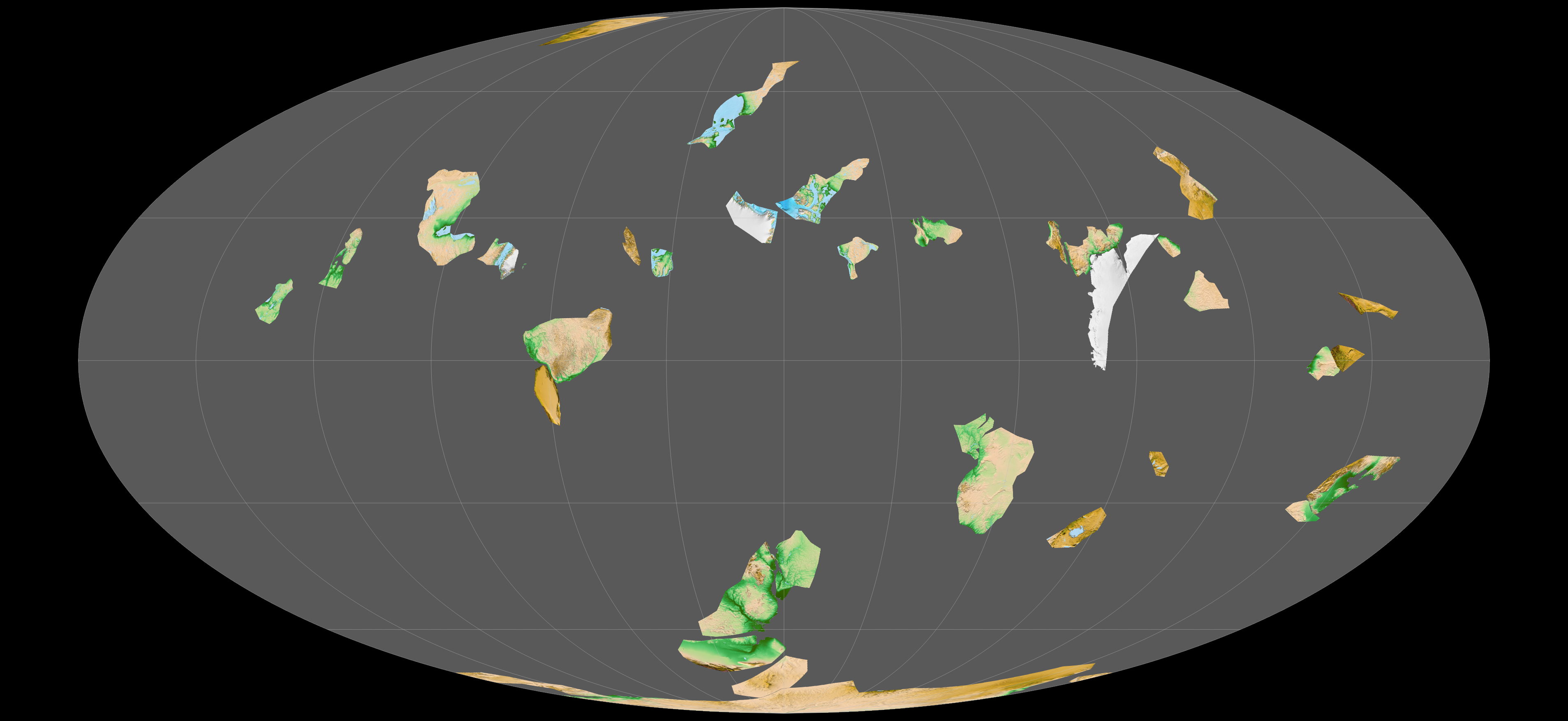
20.5亿年前地球大陆板块的复原

休倫冰河時期出現在層侵紀初期，並持續了一億年。
第一個已知的真核生物開始在層侵紀時期進化。21億年前的生物化石群( 弗朗斯維爾化石群)來自此時期。
层侵纪属于前寒武纪元古宙古元古代；层侵纪的上一纪为成铁纪，下一纪为造山纪。

## 外部連結
- 地質資料庫 - 层侵纪 （页面存档备份，存于）